# Saint-Alban-sur-Limagnole
Saint-Alban-sur-Limagnole là một xã ở tỉnh Lozère trong vùng Occitanie, phía nam nước Pháp. Khu vực này có độ cao trung bình 950 mét trên mực nước biển.